# Franz Sacher

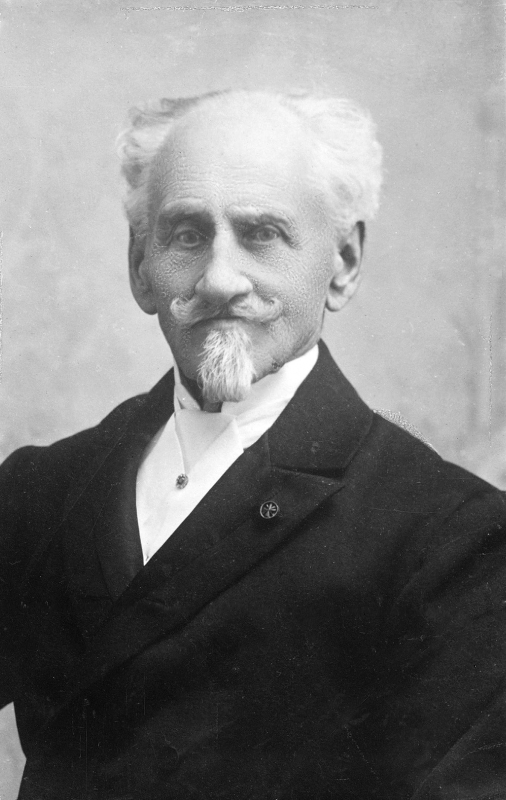
Franz Sacher

Franz Sacher (ur. 16 grudnia 1816 w Wiedniu, zm.  11 marca 1907 w Baden) – austriacki cukiernik, znany ze stworzenia pod nieobecność z powodu choroby szefa kuchni na dworze księcia Metternicha tortu Sachera. Jego syn Eduard Sacher założył Hotel Sacher, w którym główną atrakcją była możliwość skosztowania tortu Sachera.